# 2006 ワールド・ベースボール・クラシック ベネズエラ代表
2006 ワールド・ベースボール・クラシック ベネズエラ代表（2006 - ベネズエラだいひょう）は、2006年に開催された第1回ワールド・ベースボール・クラシックに出場した、野球のベネズエラ代表チームである。MLBニューヨーク・ヤンキース傘下Adv-A級のタンパ・ヤンキースでコーチを務めるルイス・ソーホーが、代表監督としてチームを率いた。

## 経緯
ヨハン・サンタナ、フレディ・ガルシア、カルロス・ザンブラーノ、フランシスコ・ロドリゲスなどを擁する投手陣は、ソーホー監督自ら世界有数と認めるほど強力なものだった。しかし、第2ラウンドでキューバやドミニカ共和国に敗れ敗退した。チーム打率が.186と貧打（第2ラウンド進出8チームの中で最低）で、さらに主砲のボビー・アブレイユとミゲル・カブレラが2次リーグ以降スランプに陥ったのが響いた。

## 最終成績
第1ラウンド敗退（大会通算成績：3勝3敗）

### 第1ラウンド
POOL D を2勝1敗で2位通過。
- 3月7日：ドミニカ共和国戦（クラッカー・ジャック・スタジアム / 3時間16分 / 10,645人）

|                       | 1 | 2 | 3 | 4 | 5 | 6 | 7 | 8 | 9 | 計 | H  | E |
| ドミニカ共和国（1勝） | 0 | 2 | 0 | 0 | 4 | 0 | 0 | 0 | 5 | 11 | 13 | 1 |
| ベネズエラ（1敗）     | 0 | 0 | 0 | 1 | 2 | 1 | 1 | 0 | 0 | 5  | 10 | 1 |
勝：バートロ・コローン（1勝）　敗：ヨハン・サンタナ（1敗）
本塁打：[ドミニカ共和国]　デビッド・オルティーズ1号（ソロ、ヨハン・サンタナ）　2号（2ラン、ホルヘ・フリオ）　エイドリアン・ベルトレ1号（3ラン、カルロス・ザンブラーノ）　2号（2ラン、ホルヘ・フリオ）　[ベネズエラ]　ミゲル・カブレラ1号（2ラン、ミゲル・バティスタ）　エドガルド・アルフォンゾ1号（ソロ、ミゲル・バティスタ）
ベネズエラ投手陣がデビッド・オルティーズ、エイドリアン・ベルトレに2本塁打ずつを浴びるなどドミニカ共和国打線を抑えられずに計11失点。ベネズエラ打線もミゲル・カブレラの本塁打などで追い上げたが、追いつくには至らず。ベネズエラはWBC初戦を落とした。
- 3月8日：イタリア戦（クラッカー・ジャック・スタジアム / 2時間48分 / 10,101人）

|                      | 1 | 2 | 3 | 4 | 5 | 6 | 7 | 8 | 9 | 計 | H | E |
| イタリア（1勝1敗）   | 0 | 0 | 0 | 0 | 0 | 0 | 0 | 0 | 0 | 0  | 2 | 1 |
| ベネズエラ（1勝1敗） | 1 | 0 | 1 | 1 | 1 | 0 | 2 | 0 | X | 6  | 9 | 2 |
勝：フレディ・ガルシア（1勝）　敗：レニー・ディナルド（1敗）
本塁打：[ベネズエラ]　ミゲル・カブレラ2号（ソロ、ケイシー・オレンバーガー）
先発フレディ・ガルシアが3回1/3を無失点に抑えると、続くカルロス・シルバ、ラファエル・ベタンコート、フランシスコ・ロドリゲスもイタリアに得点を許さず。打線もミゲル・カブレラの先制適時打やソロ本塁打などで小刻みに得点をあげ、6－0で大会初勝利をあげた。
- 3月9日：オーストラリア戦（クラッカー・ジャック・スタジアム / 2時間45分 / 10,111人）

|                       | 1 | 2 | 3 | 4 | 5 | 6 | 7 | 8 | 9 | 計 | H | E |
| ベネズエラ（2勝1敗）  | 0 | 1 | 0 | 0 | 0 | 1 | 0 | 0 | 0 | 2  | 4 | 0 |
| オーストラリア（2敗） | 0 | 0 | 0 | 0 | 0 | 0 | 0 | 0 | 0 | 0  | 1 | 0 |
勝：ケルビム・エスコバー（1勝）　S：フランシスコ・ロドリゲス（1S）　敗：フィル・ブラシントン（1敗）
本塁打：[ベネズエラ]　ラモン・ヘルナンデス1号（ソロ、フィル・ブラシントン）
ベネズエラ投手陣がオーストラリア打線を1安打完封。打線も2回にラモン・ヘルナンデスのソロ本塁打で先制すると、6回には押し出し四球で追加点をあげ、逃げ切った。この勝利でベネズエラの第2ラウンド進出が決定した。

### 第2ラウンド
POOL 2 で1勝2敗の3位に終わり敗退。
- 3月12日：キューバ戦（ヒラム・ビソーン・スタジアム / 2時間56分 / 13,697人）

|                   | 1 | 2 | 3 | 4 | 5 | 6 | 7 | 8 | 9 | 計 | H  | E |
| キューバ（1勝）   | 0 | 1 | 0 | 0 | 0 | 5 | 1 | 0 | 0 | 7  | 10 | 1 |
| ベネズエラ（1敗） | 0 | 0 | 0 | 0 | 0 | 0 | 2 | 0 | 0 | 2  | 5  | 0 |
勝：ヤデル・マルティ（1勝2S）　S：ペドロ・ラソ（1S）　敗：ヨハン・サンタナ（2敗）
本塁打：[キューバ]　フレデリク・セペダ1号（3ラン、ジョバンニ・カラーラ）　アリエル・ペスタノ1号（ソロ、ジョバンニ・カラーラ）　[ベネズエラ]　エンディ・チャベス1号（2ラン、ペドロ・ラソ）
ベネズエラ先発のヨハン・サンタナが5回を1失点に抑えた。しかし6回から登板の2番手ジョバンニ・カラーラがフレデリク・セペダ、アリエル・ペスタノに連続本塁打を浴びるなど5失点を喫する乱調。ベネズエラは第2ラウンド黒星スタートとなった。
- 3月13日：プエルトリコ戦（ヒラム・ビソーン・スタジアム / 3時間9分 / 19,400人）

|                        | 1 | 2 | 3 | 4 | 5 | 6 | 7 | 8 | 9 | 計 | H | E |
| ベネズエラ（1勝1敗）   | 0 | 0 | 0 | 0 | 2 | 0 | 0 | 4 | 0 | 6  | 6 | 2 |
| プエルトリコ（1勝1敗） | 0 | 0 | 0 | 0 | 0 | 0 | 0 | 0 | 0 | 0  | 7 | 0 |
勝：カルロス・ザンブラーノ（1勝）　敗：ジョエル・ピネイロ（1敗）
本塁打：[ベネズエラ]　エンディ・チャベス2号（2ラン、ジョエル・ピネイロ）　ビクター・マルティネス1号（満塁、イバン・マルドナド）
ベネズエラは4回、エンディ・チャベスが2点本塁打を放ち先制すると、8回にはビクター・マルティネスが満塁本塁打を放ち4点を追加する。投手陣も先発カルロス・ザンブラーノから抑えのフランシスコ・ロドリゲスまで計7人のリレーでプエルトリコ打線を完封した。
- 3月14日：ドミニカ共和国戦（ヒラム・ビソーン・スタジアム / 3時間2分 / 13,007人）

|                          | 1 | 2 | 3 | 4 | 5 | 6 | 7 | 8 | 9 | 計 | H | E |
| ベネズエラ（1勝2敗）     | 0 | 0 | 0 | 0 | 0 | 1 | 0 | 0 | 0 | 1  | 1 | 1 |
| ドミニカ共和国（2勝1敗） | 1 | 0 | 0 | 0 | 0 | 0 | 1 | 0 | X | 2  | 6 | 1 |
勝：ミゲル・バティスタ（1勝）　S：デュアネル・サンチェス（1S）　敗：ケルビム・エスコバー（1勝1敗）
両者にとって勝ったら準決勝進出、負けたら2次リーグ敗退となる試合。初回に1点を先制されたベネズエラは、6回表に一死二、三塁からボビー・アブレイユの三塁ゴロの間に三塁走者が生還し同点に追いつく。しかし7回裏に二死満塁のピンチを招くと、捕手ラモン・ヘルナンデスがパスボール。これが決勝点となりドミニカ共和国が勝利した。ベネズエラは第2ラウンド敗退が決まった。

## 代表選手
以下が代表選手であり、所属は同大会期間中のものとする。
|        | 背番号                                 | 氏名                                         | 所属球団                                   | 投 | 打 | 備考 |
| ------ | -------------------------------------- | -------------------------------------------- | ------------------------------------------ | -- | -- | ---- |
| 監督   |                                        | ルイス・ソーホー Luis Sojo                   |                                            |    |    |      |
| コーチ |                                        | デーブ・コンセプシオン Dave Concepción       |                                            |    |    |      |
| コーチ | オスカー・エスコバー Oscar Escobar     |                                              |                                            |    |    |      |
| コーチ | ロベルト・エスピノーザ Robert Espinoza |                                              |                                            |    |    |      |
| コーチ | オマー・マラベ* Omar Malavé            |                                              |                                            |    |    |      |
| コーチ | ルイス・サラザー Luis Salazar          |                                              |                                            |    |    |      |
| 投手   | 15                                     | ビクトル・モレノ Víctor Moreno               | オークランド・アスレチックス傘下           | 右 | 右 |      |
| 投手   | 23                                     | リカルド・パルマ Ricardo Palma               | アグアスカリエンテス・レイルロードメン     | 左 | 左 |      |
| 投手   | 27                                     | カルロス・ヘルナンデス Carlos Hernández      | ヒューストン・アストロズ傘下               | 左 | 両 |      |
| 投手   | 28                                     | ジョバンニ・カラーラ Giovanni Carrara        | ロサンゼルス・ドジャース                   | 右 | 右 |      |
| 投手   | 29                                     | ホルヘ・フリオ Jorge Julio                   | ニューヨーク・メッツ                       | 右 | 右 |      |
| 投手   | 31                                     | ビクター・ザンブラーノ Víctor Zambrano       | ニューヨーク・メッツ                       | 右 | 両 |      |
| 投手   | 34                                     | フレディ・ガルシア Freddy García             | シカゴ・ホワイトソックス                   | 右 | 右 |      |
| 投手   | 36                                     | トニー・アーマス・ジュニア Tony Armas Jr.    | ワシントン・ナショナルズ                   | 右 | 右 |      |
| 投手   | 37                                     | フランシスコ・ロドリゲス Francisco Rodríguez | ロサンゼルス・エンゼルス・オブ・アナハイム | 右 | 右 |      |
| 投手   | 38                                     | カルロス・ザンブラーノ Carlos Zambrano       | シカゴ・カブス                             | 右 | 右 |      |
| 投手   | 39                                     | グスタボ・チャシーン Gustavo Chacín          | トロント・ブルージェイズ                   | 左 | 左 |      |
| 投手   | 45                                     | ケルビム・エスコバー Kelvim Escobar          | ロサンゼルス・エンゼルス・オブ・アナハイム | 右 | 右 |      |
| 投手   | 52                                     | カルロス・シルバ Carlos Silva                | ミネソタ・ツインズ                         | 右 | 右 |      |
| 投手   | 57                                     | ヨハン・サンタナ Johan Santana               | ミネソタ・ツインズ                         | 左 | 左 |      |
| 投手   | 63                                     | ラファエル・ベタンコート Rafael Betancourt   | クリーブランド・インディアンス             | 右 | 右 |      |
| 捕手   | 19                                     | ラモン・ヘルナンデス Ramón Hernández         | ボルチモア・オリオールズ                   | 右 | 右 |      |
| 捕手   | 21                                     | ヘンリー・ブランコ Henry Blanco              | シカゴ・カブス                             | 右 | 右 |      |
| 捕手   | 41                                     | ビクター・マルティネス Víctor Martínez       | クリーブランド・インディアンス             | 右 | 両 |      |
| 内野手 | 1                                      | トマス・ペレス Tomás Pérez                   | フィラデルフィア・フィリーズ               | 右 | 両 |      |
| 内野手 | 2                                      | カルロス・ギーエン Carlos Guillén            | デトロイト・タイガース                     | 右 | 両 |      |
| 内野手 | 9                                      | エドガルド・アルフォンゾ Edgardo Alfonzo     | ロサンゼルス・エンゼルス・オブ・アナハイム | 右 | 右 |      |
| 内野手 | 12                                     | マルコ・スクータロ Marco Scutaro             | オークランド・アスレチックス               | 右 | 右 |      |
| 内野手 | 13                                     | オマー・ビスケル Omar Vizquel                | サンフランシスコ・ジャイアンツ             | 右 | 両 | 主将 |
| 内野手 | 24                                     | ミゲル・カブレラ Miguel Cabrera              | フロリダ・マーリンズ                       | 右 | 右 |      |
| 外野手 | 20                                     | フアン・リベラ Juan Rivera                   | ロサンゼルス・エンゼルス・オブ・アナハイム | 右 | 右 |      |
| 外野手 | 30                                     | マグリオ・オルドニェス Magglio Ordóñez       | デトロイト・タイガース                     | 右 | 右 |      |
| 外野手 | 47                                     | エンディ・チャベス Endy Chávez               | ニューヨーク・メッツ傘下                   | 左 | 左 |      |
| 外野手 | 51                                     | ロベルト・ペレス Robert Pérez                | ユカタン・ライオンズ                       | 右 | 右 |      |
| 外野手 | 53                                     | ボビー・アブレイユ Bobby Abreu               | フィラデルフィア・フィリーズ               | 右 | 左 |      |
| 外野手 | 56                                     | トニー・アルバレス Tony Álvarez              | ボルチモア・オリオールズ傘下               | 右 | 右 |      |

## エピソード
珍プレー
2次リーグ初戦のキューバ戦、0－2で迎えた6回表一死一塁の場面で、遊撃手のオマー・ビスケルがオスマニー・ウルティアの打球を処理しようとするもユニフォームの中に入れてしまうという珍事が起こった。これが影響したのか、次打者ヨアンディ・ガルロボのセカンドゴロも二塁手エドガルド・アルフォンゾとの連携が上手く行かずに一死しか取れず、結果的にフレデリク・セペダの決勝3点本塁打を招いてしまった。